# 迪伊·布朗
迪伊·布朗（1908年2月28日—2002年12月12日）是一位美国小说家、历史学家和图书管理员，主要作品有介绍美國原住民1830年至1890年间历史的《魂归伤膝谷：美国西部印第安人史》（Bury My Heart at Wounded Knee: An Indian History of the American West）等。